# Laat je gaan (Nielson)
Laat je gaan is een lied van de Nederlandse zanger Nielson. Het werd in 2015 als single uitgebracht en stond in hetzelfde jaar als eerste track op het tweede deel van de ep Met de tijd mee.

## Achtergrond
Laat je gaan is geschreven door Niels Littooij, Lodewijk Martens, Matthijs de Ronden en Don Zwaaneveld en geproduceerd door Martens. Het is een lied uit het genre nederpop. In het lied zingt de artiest over relatieproblemen en ruimte geven aan elkaar in de relatie. Het nummer werd uitgebracht als voorloper van de ep.

## Hitnoteringen
De zanger had weinig succes met het lied in Nederland. Er was geen notering in de Single Top 100 en ook de Top 40 werd niet bereikt. Bij laatstgenoemde was er wel de twintigste plaats in de Tipparade. 